# Vụ va chạm Su-22M4 đảo Phú Quý 2015
Vụ va chạm trên không đảo Phú Quý năm 2015 là vụ va chạm giữa hai máy bay tiêm kích Su-22M4 của Không quân nhân dân Việt Nam trên không vào lúc 11:35 sáng theo giờ Việt Nam (UTC+7). Cả hai phi công điều khiển máy bay đều tử nạn.

## Phi công
Phi công Lê Văn Nghĩa và Nguyễn Anh Tú là hai phi công trên hai chiếc máy bay gặp nạn.

### Phi công Lê Văn Nghĩa
Phi công Lê Văn Nghĩa (1973-2015) quê tại Ứng Hoà, Hà Nội. Anh lấy vợ là chị Nguyễn Thi Vân từ năm 2000 và đã có hai con nhỏ. Anh hiện có chức vụ Phó Trung đoàn trưởng Trung đoàn 937, Sư đoàn 370.Sau khi gặp nạn trên chuyến bay huấn luyện, anh đã được phong cấp bậc Thượng tá.

### Phi công Nguyễn Anh Tú
Phi công Nguyễn Anh Tú (1981-2015) quê tại Hải Phòng. Gia đình anh có ba anh em, anh là anh cả. Khi đang học lớp 11 tại Hải Phòng, anh nộp đơn tham dự vòng sơ tuyển phi công để thực hiện ước mơ được làm sĩ quan phi công và trúng tuyển. Năm 1999,học hết Trung học Phổ thông, anh thi vào trường sĩ quan Không quân Nha Trang và trúng tuyển. Sau khi tốt nghiệp Trường Sĩ quan không quân Nha Trang với tấm bằng loại ưu, Tú được giữ lại làm giảng viên của trường. Nhưng ước mơ "được sống với bầu trời" từ ngày còn học sinh đã đưa Tú về Trung đoàn 937 - Sư đoàn 370 (quân chủng Phòng không - Không quân) công tác kể từ đó, thỏa chí với những chiếc tiêm kích thao dượt trên vùng trời tổ quốc. Ông Thi cũng cho biết, khi ra trường, nhờ tấm bằng loại ưu nên Tú đứng trước rất nhiều cơ hội để lựa chọn nơi công tác. Trong quá trình học tập, công tác, thiếu tá Nguyễn Anh Tú luôn thể hiện là một cán bộ có bản lĩnh chính trị kiên định, vững vàng, sáng tạo, chủ động trong mọi nhiệm vụ được giao, được phong danh hiệu phi công cấp 3 năm 2011, có tổng số giờ bay tính lũy 586 giờ 36 phút. Anh có vợ là chị Nguyễn Thị Kim Oanh và một con trai là Nguyễn Anh Tuấn được 31 tháng tuổi khi anh hi sinh. Sau khi hi sinh, anh được phong cấp bậc Thiếu tá.